# Geosfera

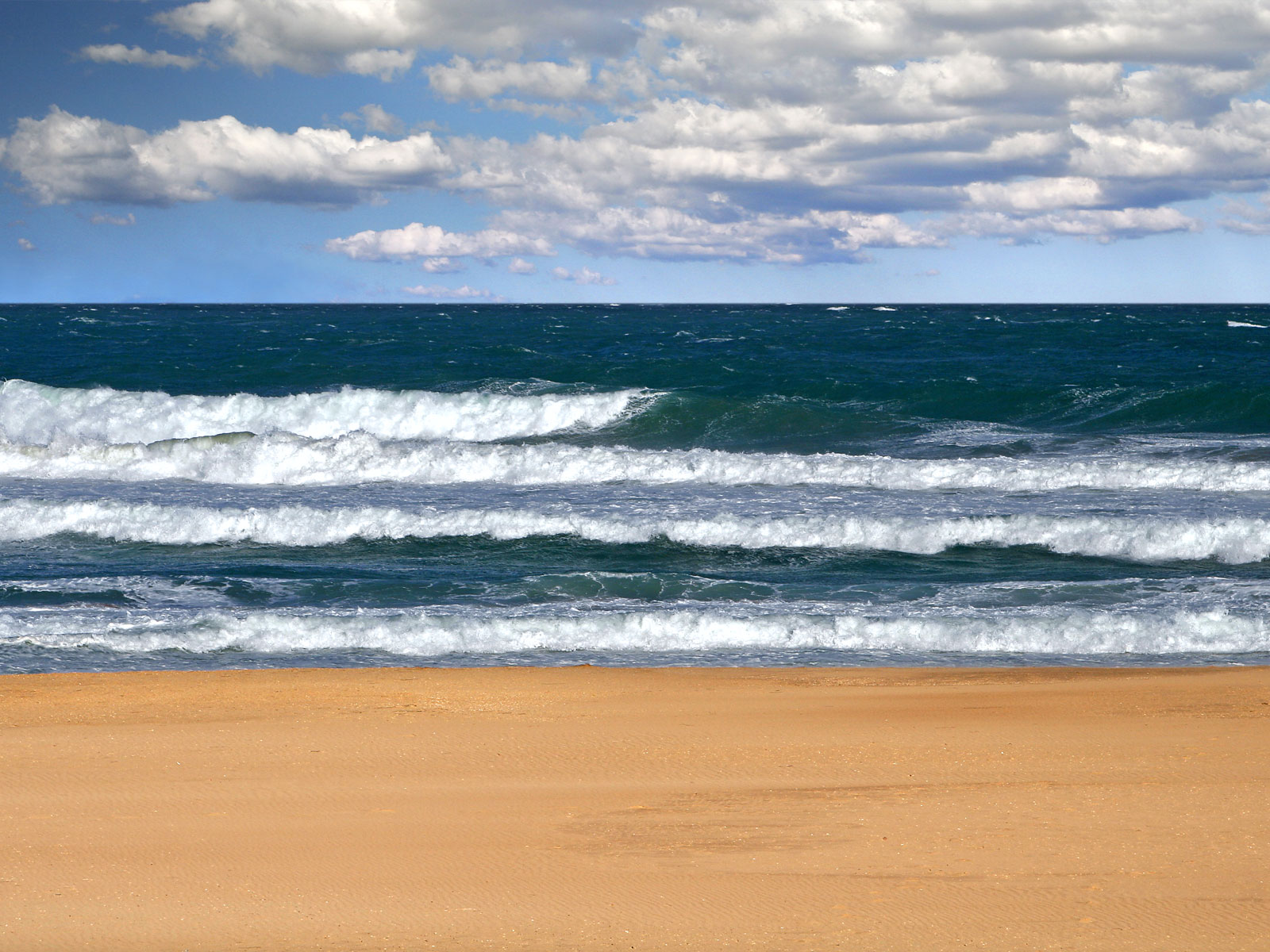
Paesaggio in cui si mostrano simultaneamente tre strati della geosfera, ovvero la litosfera, l'idrosfera e l'atmosfera.

Geosfera è un'espressione divulgativa coniata per indicare l'insieme degli strati della Terra distinti secondo un punto di vista geofisico. Spesso viene utilizzata per indicarne la parte solida (litosfera) e le masse d'acqua (idrosfera), ma a volte è compresa anche l'atmosfera.
Comprende anche, come interfaccia con la biosfera, la pedosfera, ovvero il suolo. Un sistema complesso e accoppiato tra biosfera e geosfera è il sistema climatico.

## Storia
Il concetto di «sfera» era già presente nella terminologia filosofica e cosmologica della fisica aristotelica, che si riferiva a questa regione, indicata oggi come «geosfera», chiamandola «sfera o mondo sublunare», per contrapporla al mondo celeste le cui sfere obbedivano a leggi radicalmente diverse da quelle terrestri.
Aristotele in particolare suddivideva la regione sublunare in quattro sfere a seconda dei suoi strati, in relazione ai quattro elementi classici, ovvero sfera della terra (solida), dell'acqua (liquida), dell'aria (volatile), e del fuoco (contraddistinta da calore).

## Significati odierni
Ad oggi il termine geosfera ha ricevuto svariate definizioni. Di seguito una tabella con le accezioni prevalenti e diversificate riguardo al contenuto, all'estensione e in genere al significato della geosfera.
| Anno | Autore                         | Definizione                                                                                      |
| ---- | ------------------------------ | ------------------------------------------------------------------------------------------------ |
| 1871 | Stephen Pearl Andrews          | Totalità della Terra.                                                                            |
| 1902 | Friedrich Ratzel               | litosfera.                                                                                       |
| 1910 | John Murray                    | Qualsiasi sfera terrestre del pianeta terra (atmosfera, idrosfera, litosfera, ecc.).             |
| 1935 | Willy Hellpach                 | Strato d'aria vicino alla superficie terrestre.                                                  |
| 1956 | Hans Carol                     | Oggetto della ricerca geografica: Sfere terrestri sopra e vicino alla superficie terrestre.      |
| 1956 | Pierre Teilhard de Chardin     | Ambiente inanimato globale in cui vivono gli esseri viventi                                      |
| 1958 | Vladimir Nikolayevich Sukachev | Ambiente inanimato degli esseri viventi della terraferma                                         |
| 1960 | Ernst Winkler                  | Area terrestre, che può significare l'intero pianeta (geosfera totale) o una sezione della terra |
| 1963 | Ernst Neef                     | Lo spazio nella più grande dimensione globale.                                                   |
| 1993 | Host Eichler                   | Campo di penetrazione dell'abiotico, biologico e spirituale sulla terra.                         |